# アニー・マエ・アクアッシュ
アニー･マエ･アクアッシュ（Anna Mae Aquash、ナグセット・イースク、1945年3月27日 - 1975年12月）は、カナダ・インディアンの女性戦士、民族運動家。

## 来歴
ナグセット・イースク （アニー・マエ、またはアンナ・マエ・ピクトウ）は、カナダノバスコシア州側のミクマク族インディアン指定保留地で生まれた。両親ともミクマク族で、母親の名はマリー･エレン・ピクトウといい、実の父親フランシス・トーマス・レヴィは彼女が生まれてすぐにいなくなった。1949年、4歳のときに母親は伝統派ミクマク族のノエル・サピアと再婚し、家族は別の保留地に移った。他の部族同様、ミクマク族指定保留地は極貧地域で、タール紙を壁代わりにした電気も水もない掘立小屋でアニーは育った。
1951年、パインツリー学校、ピクトゥ・ランディング学校を経てニューグラスゴー小学校、セントジョンズアカデミーと、学校を転々とする。
1953年、8歳のときに目の結核症に罹り、その後肺結核に感染した。ノエルのもとでインディアンの伝統に触れたアニーだったが、1956年にノエルは癌で死亡した。アニーは保留地外の公立学校に入学させられたが、ここで他のインディアン同様、白人たちから激しい差別と暴力を受けた。差別は学校にいる間続いたが、学業成績は良かった。
1961年、ミルフォード高校に入学する。他のインディアン生徒が差別に耐えきれず退学していく中、アニーは学業を続けたが、この年、母親がウィルフォード・バルロフという男と駆け落ちして失踪してしまい、アニーはレベッカとメアリーの二人の妹と、弟フランシスを抱えて残された。結局アニーは学校をやめ、漁猟や日雇いのジャガイモ掘りなどの重労働をして、兄弟で支えあった。
1962年、メイン州バーハーバーで「TRIBES」というインディアンの若者のための民族文化啓発プログラムに参加していたアニーは、合衆国ボストンに移り、仕事先の「エルビンセロー縫製工場」でジェイク・マロニーというミクマク族男性と出あい、17歳で結婚した。
1964年、6月13日にデニス、翌1965年11月11日にデボラ（デビー）の二女をもうける。ジェイクとともにノバスコシアの別のミクマク族保留地に移り、彼の叔父から伝統派の教えを受けた。
1966年、夫ジェイクが空手学校を開設。縫製工場で働きながら空手を習い、空手の教師も務めた。

### 運動家となる
1969年、双方過度の飲酒による夫の暴力と、夫の白人女性との浮気がもとで離婚したのち、2人の娘を妹のマリーに預け、ボストンのインディアン・スラムで権利運動に身を投じた。彼女が設立に関わった「ボストン・インディアン会議」は、現在は「北米インディアン・ボストン・センター」（NAICOB）となっている。以後、「ボストン・インディアン会議」のボランティア職員として、「アーバン・インディアン」（都市部に住むインディアン）たちのために、地元のゼネラルモーターズ工場への雇用斡旋などに尽力する。
1970年11月26日、ボストン港で、インディアン団体「アメリカインディアン運動」（AIM）と、ニューイングランドのインディアン部族であるワンパノアグ族、パサマクォディ族、ミクマク族ら総勢200人を超えるインディアンが「感謝祭」に合わせた白人たちの「ニューイングランド入植350周年」のイベントの妨害抗議を決行。ラッセル・ミーンズらAIM活動家たちは、「プリマスの岩とメイフラワー号2世乗っ取り抗議」を行った。アニーはこの激しい抗議行動に大きな衝撃を受け、以後、自分の運命を決定づけられたと語っている。
1972年に「TRIBES」が資金難で閉鎖となったあと、ホイーロック大学で講師を務めた。この時期、ノゲーシック・アクアッシュというオジブワ族インディアンの芸術家と恋仲となった。アニーは「AIM」の中心的メンバーとなり、「ボストン・インディアン会議」メンバーと共に、「破られた条約のための行進」、「BIA本部ビル占拠抗議」に参加した。
1973年3月、ノゲーシックと二人で「ウーンデッド・ニー占拠抗議」に参加。銃弾の飛び交う中、食事の世話や救急員を務め、ライフル銃を手に最前線での警備も任じた。
4月12日、ウーンデッド・ニー占拠中、ノゲーシックと伝統的なインディアンの作法で結婚式を挙げた。式は300人を超える占拠インディアンの祝福を受けながら、伝統派スー族の呪い師ウォレス・ブラックエルクによって執り行われた 。
4月25日、ウーンデッド・ニー占拠解除の際に夫と共にFBIに逮捕される。保釈後、ボストンに戻る。オタワで「現代芸術展覧会」を準備。
1974年、5月まで「オタワ芸術センター」でファッションショーを開催。その後ミネソタ州に移り、セントポール、ミネアポリスのAIM事務所で「レッド・スクールハウス」設立のため働いた。この頃からダグラス・“ダグ”・ダーラムと対立するようにある。事務所の運営資金を調達するために、リボンシャツの販売を企画。
8月にオンタリオ州ケノラまでヒッチハイクし、ノバスコシア州の娘のもとを訪問したあと、この夏に、「サンダンスの儀式」に参加するため、スー族の伝統派呪い師レオナルド・クロウドッグの自宅「クロウドッグ・パラダイス」を訪ね、そのそばにティーピーを建てて一人で住み、以後スー族と交流を深めた。彼女はクロウドッグ家からモカシンの縫い方を教わり、ペヨーテの儀式にも参加した。夫妻にミクマク族の故郷で儀式指導をしてもらう計画をたてていたが、その後再びミネソタのセントポールに移り、AIMの事務所で働いた。
ノゲーシックとの仲は長く続かず、ノゲーシックが結婚式で使った聖なるパイプを喧嘩で折ってしまったのがきっかけで、アニーは彼と離婚した。ノゲーシックと別れた後、アニーはAIMメンバーのレナード・ペルティエと親密になった。
この年の秋に、ロサンゼルスに再編成されたAIM事務所の責任者となる。この時期、「ジャネット・アクアッシュ」、「ジョアンナ・ジェイソン」、「ジャネット・ジェイソン」、「ジャネット・エリス」、「アニー・マロニー」などの変名を使用している。
1975年1月1日、メノミニー族戦士団がウィスコンシン州グレシャムの元修道院を占拠。アニーも一カ月超に渡るこの占拠抗議に参加し、銃撃戦にも加わった。FBIは女性運動家としてのアニーを警戒するようになり、彼女を監視下に置くようになった。
一方、サウスダコタのパインリッジ保留地では、部族会議議長ディック・ウィルソンの専横が続き、私設暴力団「グーンズ」による部族民へのテロが日常茶飯事状態だった。数多くのインディアンが殺され、負傷し、家が焼かれたが、BIAはまったく無視した。サウスダコタ州のリチャード・ネイプ知事やビル・ジャンクロウ司法長官は「AIMは全員殺すべきだ」と公言。AIMを国家反逆分子と捉えた連邦政府はFBIによる諜報活動を強め、これをテロ組織であるとの風評を流し、内部分裂工作を盛んに行った。内部密告者が明らかになり、AIM組織内の動揺も拡がっていた。アニーもFBIのスパイではないかと、何人かの活動家から疑いをかけられた。アニーはクロウドッグの妻のマリー・クロウドッグに、涙を流しながら「グーンズに追われ、脅迫されている。もし私が殺されても、娘たちには信念のために立派に戦って死んだのだと伝えて欲しい」と語った。
6月にニューメキシコ州ファーミントンで、フォー・コーナーズ地域での核物質採掘に対するナバホ族の抗議を支援してAIMの集会があり、レナードと共にこれに出席した。このあと、レナードはデニス・バンクスの不在に代わって、AIMのオグララ村防衛キャンプ「ジャンピング・ブル野営地」の警備責任者を引き受け、パインリッジ保留地に移った。
6月26日、「ジャンピング・ブル野営地」をBIA、FBI、連邦保安官の総勢200人超の集団が急襲して銃撃戦となり、AIMのジョー・スタンツ・キルズライトと、FBIのロナルド・ウィリアムとジャック・コーラーが死んだ。FBI殺害実行犯の一人とされ、指名手配されたレナードはデニスらと逃亡した。アニーは「クロウドッグ・パラダイス」を訪ね、再びティーピーを建ててここに避難した。
9月5日早朝に、「レオナルド・クロウドッグがペルティエを匿っている」との嘘の密告を受けて、ヘリコプターまで動員したBIA、FBI、州警察ら185名余が、オグララ村から160㎞離れた場所にある伝統派の呪い師レオナルド・クロウドッグの家を急襲し、家族を暴行し、レオナルドの他、アニーを逮捕した。FBIはアニーに脅迫を重ね、金と自由をちらつかせてレナードの居場所を吐かせようとしたが、アニーは断固拒否した。FBIはアニーを証拠不十分で釈放し、泳がせることにした。
9月13日、アニーはレナードらと合流してロサンゼルスに到着。マーロン・ブランドから資金と車を提供されてワシントン州へ向かい、ニスクォーリー族やピュラリップ族の保留地で歓待され、パインリッジ防衛戦のための武器弾薬の提供を受けた。
9月19日、北西海岸部にあるスクアミッシュ族のポートマジソン・インディアン保留地に移動。
11月14日深夜、FBIによる警戒網の中、レナード一行を乗せた自動車が州警察官の制止を受け、デニスとレナードは逃亡に成功したが、AIM男性二人とデニスの妻カムークらとともにアニーは再び逮捕された。FBI殺害に直接関係が無いということで、裁判所はアニーを保釈した。
この直後のレオナルド・クロウドッグの裁判の支援のためにサウスダコタのピエールに現れたのが、最後の姿となった。アニーはマリー・クロウドッグに「とても会いたかった、でももうあなたとは二度と会えないだろう」との言葉を残している。11月24日以降、アニーは姿を消し、インディアンたちは「アニーは地下に潜ったのだろう」と噂しあった。
11月25日、オレゴン州ポートランドの連邦大陪審により起訴され、アニーに逮捕状が出される。

## 暗殺
1976年2月24日、パインリッジ・インディアン保留地のワンブリー村そばの雑木林で雪の中、死体となってロジャー・アミオッテにより発見される。ジーンズにテニスシューズ、薄手のジャケットを羽織った軽装で、強姦されていた。翌日、警察は彼女の死体を検分し、「凍死」と判定した。FBIは「指紋を調べるため」として死体から両手首を切断し、これをワシントン本部へ送った。死体は「身元不明」の扱いで「ジェーン・ドウ」と名札が付けられた。
3月3日に身元不明のまま聖ロザリオミッション教会で埋葬された。この日、切断した手首を基に、ワシントンD.C.のFBI研究所でアニーの身元が判明。
3月5日に、家族の許に死亡通知が届く。翌日FBIが正式に死体をアニーと断定。アニーの親族はAIMとともに、警察に検視のやり直しを要求した。
3月8日、死体が掘り返され、再検死が行われた。死体の後頭部に32口径の銃痕が見つかり、彼女の死は正式に他殺と断定された。30歳没。
3月11日、「ラピッドシティジャーナル」紙が、アニーの「FBIスパイ説」を否定するFBIの見解を発表。
3月14日、殺害されたジョー・スタンツの隣に再埋葬される。カナダのニューブランズウィック州のインディアン団体「ニューブランズウィック・インディアン連合」が外務省にアニーの死の再調査を要求した。彼女の遺体は2004年に故郷のミクマク族保留地に再埋葬されている。

## 人物
小柄で、身長は150センチほどしかなかったが、デニス・バンクスは「男も顔負けのライオンのように勇猛な心の持ち主だった」と評している。親交深かったマリー・クロウドッグによると、インディアンの女闘士として、「仲間が射殺されるようなことがあればどこへでも行って戦う。見殺しにするくらいなら死んだ方がまし」と生前に語っていた。
マリー・クロウドッグは「彼女について悪口を言うものは一人もいない。元気いっぱいで面倒見がよく、綺麗好きで料理もうまかった。美人で、モデルをしたこともあった。生まれながらの指導者であり、岩のように頼もしい人だった」と人柄を語っている。　
何度か結婚と離婚を繰り返したが、晩年はレナード・ペルティエと恋仲だった。マリー・クロウドッグは「アニーは有能だったが男に恵まれなかった。空手の使い手でもあり、芯が強いせいもあっただろう」と述懐している。デニス・バンクスは一度、彼女にこう打ち明けられた。

## 死を巡る論争
2003年3月20日に、連邦大陪審はフリッツ・アーロ・ルッキングクラウド（ラコタ族）とカナダ在住のジョン・グラハム（アサバスカ・インディアン）の二人をアニーの殺害実行犯として起訴した。2004年4月23日から裁判が始まり、ルッキングクラウドがアニー殺害の罪で有罪となった。6月22日、カナダ政府はグラハムの合衆国への引き渡しを命じたが、グラハム側は控訴。引き渡しは行われておらず、グラハムも犯行を否定している。
2008年8月には、連邦大陪審は「第三の男」として、ラッセル・ミーンズの護衛を当時務めたヴァイン・リチャード・“ディック”・マーシャルという男を武器供出の罪で起訴したが、殺害に関して無罪と判決された。
謎の多いアニーの死については、彼女の遺した言葉通り、「連邦政府が広めた噂を信じた誰かがアニーの命を消した」のではないかとの説を採るものも多い。アニーの娘デニスとデビーは、「クライド・ベルコートとヴァーノン・ベルコートの二人が母の殺害を指示したのだ」と主張していて、ベルコート兄弟に限らず、AIMの当時の主導メンバーのほとんどに嫌疑をかける論調もみられ、インディアン民族を挙げた論争となっている。